# 第65回朝日新聞社杯競輪祭
第65回朝日新聞社杯競輪祭（だい65かいあさひしんぶんしゃはいけいりんさい）は、2023年11月21日から26日まで、小倉競輪場で行われた競輪のGI競走である。優勝賞金は4,590万円（副賞含み）。

## KEIRINグランプリ2023への道のり
当大会は、当年12月30日に立川競輪場で行われる、KEIRINグランプリ2023の出場権をかけた最後の一戦となる。当大会開幕直前までに、同レースへの優先出場権を得た選手は以下の3名。
| 古性優作 | 第38回読売新聞社杯全日本選抜競輪・第72回高松宮記念杯競輪・第32回寬仁親王牌・世界選手権記念トーナメント 優勝（賞金1位） |
| 山口拳矢 | 第77回日本選手権競輪 優勝（賞金2位）                                                                                   |
| 眞杉匠   | 第66回オールスター競輪 優勝（賞金4位）                                                                                 |

当大会の開幕時点において、上記の優先出場権獲得者以外で賞金ランキング上位者からは、3位の佐藤慎太郎、5位の松浦悠士は誰が優勝しても圏外に落ちる見込みはなく確実。あと、6位の清水裕友もほぼ確実な状況にあり、実質的には残り3枠となっている。7位の深谷知広、8位の脇本雄太については自身が優勝するか上位者の中から優勝者が出ればほぼ確実となるが、9位の新山響平については圏外から優勝者が出るか、または1100万円以上の差があるとはいえ10位の新田祐大に交わされると逆に自身が圏外になりえるという状況にある。
このような状況下で、第65回の競輪祭が行われた。
（5位の松浦と）7位の深谷、8位の脇本は決勝進出。9位の新山、10位の新田は準決勝で敗退した。5日目終了時点で、8位の脇本までが当確となり、残る枠は1つとなった。新山と新田とは1000万円以上離れており、またともに準決勝敗退のため順位の変動はなく、あとは眞杉、松浦、深谷、脇本のうち誰かが優勝するとそのまま新山が確定。ただ、他の決勝戦メンバーである松井宏佑、太田海也、簗田一輝、南修二のうち誰かが優勝するとその者に決定し新山は圏外に転落する。なお、北津留翼は1月に悪質失格（先頭員早期追い抜き）したため、もし北津留が優勝した場合は選考委員会での精査次第となり、最悪選考除外される可能性もある。
決勝戦では、オールスターを制覇し既に権利を獲得していた眞杉が優勝したことで、残りの1枠はそのまま新山に決定。これにてKEIRINグランプリ2023に出場する9選手が決定した（補欠は松井宏佑）。

## レースプログラム
6日間で各5走。
1次予選では各2走して、着順に応じたポイント（数値設定は前回大会同様）の合計上位選手が、4日目の2次予選に進出した（1-9位はダイヤモンドレースへ）。
| [ 9 ] | 1着 | 2着 | 3着 | 4着 | 5着 | 6着 | 7着 | 8着 | 9着 | 棄権 |
| ----- | --- | --- | --- | --- | --- | --- | --- | --- | --- | ---- |
| 1走   | 10  | 9   | 8   | 7   | 6   | 5   | 4   | 3   | 2   | 1    |
| 2走   | 13  | 11  | 9   | 7   | 6   | 5   | 4   | 3   | 2   | 1    |

結果的に進出ボーダーラインは、2次予選Aが15ポイント、2次予選Bが11ポイント（7名中のうち4名）となった。
大会前半3日間には、前年までの（ガールズグランプリトライアルレース）から移行してGIに格上げされたガールズケイリン（第1回競輪祭女子王座戦）が組み込まれており、同大会終了後にガールズグランプリ2023の出場者7名が決定した。なお、当項目では女子王座戦決勝戦についても触れる。
昨年迄とは異なり、2・3日目は3日目の特選を除いた女子王座戦の敗者戦を第1・第2Rに持ってきた。
|     | 21（火）  | 22（水）  | 23（木祝） | 24（金）  | 25（土） | 26（日） |
| --- | --------- | --------- | ---------- | --------- | -------- | -------- |
| 1R  | 1次予選 1 | L選抜     | L選抜      | 選抜      | 一般     | 一般     |
| 2R  | 1次予選 1 | L選抜     | L選抜      | 選抜      | 一般     | 一般     |
| 3R  | 1次予選 1 | 1次予選 1 | 1次予選 2  | 選抜      | 一般     | 一般     |
| 4R  | 1次予選 1 | 1次予選 1 | 1次予選 2  | 選抜      | 選抜     | 選抜     |
| 5R  | 1次予選 1 | 1次予選 1 | 1次予選 2  | 選抜      | 選抜     | 選抜     |
| 6R  | 1次予選 1 | 1次予選 1 | 1次予選 2  | 2次予選 B | 選抜     | 選抜     |
| 7R  | 1次予選 1 | 1次予選 2 | 1次予選 2  | 2次予選 B | 特選     | 特選     |
| 8R  | 1次予選 1 | 1次予選 2 | 1次予選 2  | 2次予選 B | 特選     | 特選     |
| 9R  | L予選     | 1次予選 2 | 1次予選 2  | 2次予選 A | 特選     | 特選     |
| 10R | L予選     | 1次予選 2 | 1次予選 2  | 2次予選 A | 準決勝   | 特秀     |
| 11R | L予選     | L準決勝   | L特選      | 2次予選 A | 準決勝   | 特秀     |
| 12R | L予選     | L準決勝   | L決勝      | DMR       | 準決勝   | 0決勝0   |

## 決勝戦

### 競走成績
- 11月26日（日）第12レース[13][14][15][16][17]
- 誘導員…大坪功一（福岡）[18]

| 着  | 番 | 選手名   | 齢 | 府県   | 期別 | 班 | 着差  | 上り | 決ま り手 | S/J H/B | 個人 状況           |
| --- | -- | -------- | -- | ------ | ---- | -- | ----- | ---- | --------- | ------- | ------------------- |
| 1   | 7  | 眞杉匠   | 24 | 栃 木  | 113  | 1  |       | 10.9 | 差し      |         | 走注（押圧/押上げ） |
| 2   | 4  | 松井宏佑 | 31 | 神奈川 | 113  | 1  | 1/2輪 | 11.0 | 捲り      |         | 走注（斜行）        |
| 3   | 2  | 松浦悠士 | 33 | 広 島  | 98   | S  | 3/4身 | 10.9 |           | S       |                     |
| 3.5 |    |          |    |        |      |    |       |      |           |         |                     |
| 4   | 5  | 太田海也 | 24 | 岡 山  | 121  | 2  | 1身   | 11.1 |           |         | 走注（斜行）        |
| 5   | 8  | 北津留翼 | 38 | 福 岡  | 90   | 1  | 1/2輪 | 10.8 |           |         |                     |
| 6   | 6  | 簗田一輝 | 27 | 静 岡  | 107  | 1  | 1身   | 11.2 |           |         |                     |
| 7   | 9  | 南修二   | 42 | 大 阪  | 88   | 1  | 1身   | 10.8 |           |         |                     |
| 8   | 1  | 脇本雄太 | 34 | 福 井  | 94   | S  | 8身   | 11.6 |           |         |                     |
| 9   | 3  | 深谷知広 | 33 | 静 岡  | 96   | 1  | 8身   | 13.1 |           | JHB     |                     |

### 配当金額
| 4=5 | 760円 | (5) |

| 2=4=7 | 2,110円 | (6) |

| 5-4 | 2,130円 | (11) |

| 7-4-2 | 18,750円 | (71) |

| 4=7 | 1,810円 | (8) |

| 4=7 | 610円 | (9) |
| 2=7 | 490円 | (6) |
| 2=4 | 310円 | (2) |

| 7-4 | 4,510円 | (18) |

## 女子王座戦決勝戦

### 競走成績
- 11月23日（木・祝）第12レース[21][22]

| 着 | 番 | 選手名   | 齢 | 府県   | 期別 | 級班 | 着差  | 上り | 決ま り手 | S/J H/B | 個人 状況                 |
| -- | -- | -------- | -- | ------ | ---- | ---- | ----- | ---- | --------- | ------- | ------------------------- |
| 1  | 2  | 梅川風子 | 32 | 東京   | 112  | L1   |       | 11.6 | 差し      |         |                           |
| 2  | 1  | 佐藤水菜 | 24 | 神奈川 | 114  | L1   | 3/4輪 | 11.7 | 捲り      | SJB     |                           |
| 3  | 5  | 柳原真緒 | 26 | 福井   | 114  | L1   | 1身   | 11.5 |           |         |                           |
|    |    |          |    |        |      |      |       |      |           |         |                           |
| 4  | 3  | 坂口楓華 | 26 | 愛知   | 112  | L1   | 3/4身 | 11.7 |           |         | 重注（外帯線内進入/押圧） |
| 5  | 4  | 尾崎睦   | 38 | 神奈川 | 108  | L1   | 1/2輪 | 11.6 |           |         |                           |
| 6  | 7  | 太田りゆ | 29 | 埼玉   | 112  | L1   | 1身   | 11.9 |           |         |                           |
| 7  | 6  | 吉川美穂 | 30 | 和歌山 | 120  | L1   | 大差  | 13.4 |           | H       |                           |

### 配当金額
|  | 【未発売】 |

| 1=2=5 | 1,940円 | (10) |

|  | 【未発売】 |

| 2-1-5 | 14,390円 | (46) |

| 1=2 | 410円 | (2) |

| 1=2 | 210円   | (3)  |
| 2=5 | 1,040円 | (13) |
| 1=5 | 440円   | (6)  |

| 2-1 | 2,030円 | (8) |

### レース概略
赤板を①佐藤 - ②梅川 - ③坂口 - ④尾崎 - ⑤柳原 - ⑦太田 - ⑥吉川、とほぼ車番の順に通過。打鐘の直前から吉川が仕掛けて3コーナーで一気に先頭に立ち、そのまま先行しHSを通過。やや車間が空いたが二番手の佐藤が1センターから捲りを仕掛け、2コーナーで吉川を交わすとそのまま先頭となり4コーナーを通過。終始佐藤をマークした梅川がゴール前で差して1着。2着は佐藤がそのまま粘り、3着には柳原が続いた。

### 補足
年末のオッズパーク杯ガールズグランプリ2023出場権獲得に向けて、開幕時点で、第1回パールカップ覇者の児玉碧衣、第1回オールガールズクラシック覇者の佐藤水菜は確定。そのほか、選考用賞金ランキング1位の久米詩は逆転される見込みがなく当確。残りの4枠については、賞金ランキング3位の尾方真生、4位の吉川美穂、5位の石井寛子、6位の坂口楓華の4名が僅差であり3位と尾方と6位の坂口とでも70万円弱の差でしかなく、もし圏外から優勝者が出てしまうと、最終日の結果次第でこのうち誰かが圏外に転落するという状況で、決勝戦を迎えた。
決勝戦では、普段はナショナルチームとして活動しているため賞金ランキングでの出場は不可能であり、優勝するしかなかった梅川風子が優勝。石井寛子は準決勝敗退したことで決勝戦4着であった坂口楓華が逆転し、石井寛子が圏外に転落。石井はデビュー年から続けていた、ガールズグランプリ連続出場（前年まで10年連続10回出場）が絶望的となった。
これにより、オッズパーク杯ガールズグランプリ2023は、選考順に、佐藤水菜（2年連続4回目）、児玉碧衣（8年連続8回目）、梅川風子（3年ぶり4回目）、久米詩（初出場）、尾方真生（3年連続3回目）、吉川美穂（初出場）、坂口楓華（2年ぶり2回目）の7人が出場することが決定した（補欠は石井寛子）。

## 特記事項
- 前年同様、競輪祭期間中の昼間には「KEIRINフェスティバル」（FI）を実施した。前半3日間（21日〜23日）は松戸競輪場と高知競輪場で、後半3日間（24日〜26日）はいわき平競輪場と佐世保競輪場で、それぞれ開催された。

- 今開催は、4年ぶりに入場制限が撤廃された[注 2]。

- 今大会のキャッチフレーズは、「至高の競宴。」。

- 初日の開会式での選手宣誓は、前年同様に地元・福岡支部所属の園田匠と児玉碧衣が行った[29]。また、開会式ではバンク内でChayのスペシャルミニライブ[注 3]が行われたのちに、女子王座戦の出場選手紹介も行われた[注 4]。

- 第1回となった競輪祭女子王座戦は単独の目標額は設定されなかったが、3日間の売上は14億8952万4700円だった。

- シリーズ全体の目標額は125億円[30]であったが、シリーズ全体の総売上は前年比106.6%の130億8363万1900円で目標をクリアしている[31]。なお、各日ごとの売上額は、初日17億2509万800円[32]、2日目16億8723万4300円[33]、3日目19億1478万4900円[34]、4日目20億9425万7600円[35]、5日目22億9691万4700円[36]、最終日33億6534万9600円[37]。決勝の売上額は15億3225万3200円であった[注 5]。また、競輪祭の売り上げが130億円を超えたのは、2009年1月の第50回大会以来14年ぶりになった。
  - 2億7427万7700円 - 本場
  - 36億3680万9600円 - 場外
  - 91億7254万4600円 - 電話・インターネット投票
  - 130億8363万1900円 - 計

### 放送関係
- 地上波の決勝戦中継は最終日の20:00 - 20:55[注 6]に、テレビ東京《TXN系列・BSテレ東 全7局ネット》「デカ盛りドリームマッチ ～第65回朝日新聞社杯競輪祭（GI）決勝戦～」にて放送された[38][39]。今回も、三年連続で同局で10月1日迄レギュラー放送がされていた『デカ盛りハンター』とコラボレーションしての放送となった[注 7]。小倉現地からの中継の司会は春日俊彰（オードリー）と池谷実悠アナが担当。リポーターは中根舞美アナ、中継の解説は中野浩一、実況は板垣龍佑アナが担当。また、テレビ東京《TXN系列 全6局ネット》では26日の24:30 - 24:35[注 8]の枠でダイジェスト番組として「第65回朝日新聞社杯競輪祭（ＧⅠ）決勝プレイバック」で改めて決勝戦を録画中継した。

- 今回移行された女子王座戦は、地上波の中継は組まれなかった。代替としてBS放送では、BSテレ東にて3日目の20:00 - 20:54[注 9]に『ガールズケイリンパーティー ～第1回競輪祭女子王座戦（GI）決勝戦～』として生中継が行われた[40][注 10]。中継の解説は中野浩一と高木真備、リポーターとBS用の優勝インタビューは中根舞美、実況は板垣龍佑が担当（今回のレース映像は、テレ東独自の物を使用）。なお、競輪祭のガールズがBSで中継されたのは2018年のBSスカパー!（閉局）が決勝戦を中継して以来5年ぶり。また、地上波での深夜ダイジェストはオールガールズクラシックと同様に放送されなかった。

- 決勝戦中継とは別に、テレビ東京《TXN系列 全6局ネット》にて19日の16:55 - 17:15に事前特番として「今日もどこかで誰かが戦っている！第2章」を放送した。また、開催最終日の26日の16:00 - 17:15にもこちらも事前特番として「チャリ飯旅6」を放送した。

### 競走データ
- S級S班は、全9選手が出場した。なお、平原康多は4日目の二次予選Aで敗退となった（S級S班在籍およびKEIRINグランプリ連続出場が10年でストップ）[41]。また、郡司浩平・古性優作[注 11]・佐藤慎太郎・新山響平・守澤太志・新田祐大は5日目の準決勝で敗退となった（郡司・新田・守澤はS級S班からの陥落となった[6]）。

- 競輪祭女子王座戦の選手入場曲は、決勝戦を除き『FLY』（ALLY&DIAZ feat.MINMI&SATOSHI from 山嵐）。なお、ファンファーレも全レース通常のGI用が使われた（決勝戦のみ決勝戦用）。

- 今回、GI決勝戦初進出は、太田海也[注 12]と簗田一輝。うち簗田一輝は1着で勝ち上がっており、準決勝では3連単は848,700円（445番人気）の高配当を輩出した。一方で、前回大会に引き続き2年連続で決勝戦に進出した者はいなかった。

- 眞杉の制覇により、本年のGI優勝者は3名のみとなった（1995年以来）。

- 表彰式は、男女とも上位3名ではなく優勝者の眞杉、梅川のみであった。